# Eduard Maurer (Fußballspieler)
Eduard Maurer war ein estnischer Fußballspieler deutsch-baltischer Herkunft.

## Karriere
Eduard Maurer spielte in seiner Fußballkarriere von 1921 bis 1926 ausschließlich beim SK Tallinna Sport. In den Jahren 1921, 1922, 1924 und 1925 wurde er mit der Mannschaft jeweils Estnischer Meister.
Für die Estnische Nationalmannschaft kam Eduard Maurer erstmals im Jahr 1922 zum Einsatz. Im Länderspiel gegen Finnland in Helsinki, setzte es eine 2:10-Niederlage, das Resultat stellt bis heute den Rekord beider Nationalmannschaften als Höchsten Sieg und der Höchsten Niederlage.
Im September 1923 absolvierte er sein letztes von insgesamt fünf Länderspielen gegen die Auswahl aus Polen.

## Erfolge
- Estnische Fußballmeisterschaft: 1921, 1922, 1924, 1925